# Lenguas túrquicas surorientales
Las lenguas túrquicas surorientales, uighúricas o túrquicas carlucas, también conocidas como lenguas carlucas, son una de las seis ramas de la familia de lenguas túrquicas.
| Prototúrquico | Uighúrico/Carluco | Occidentales | Occidentales | - Uzbeko |
| Prototúrquico | Uighúrico/Carluco | Orientales   | Orientales   | - Túrquico antiguo (extinto) - Khorezmiano (extinto) - Chagatai (extinto) - Uigur - Taranchi - Aini - Lop - Ili Turki |

## Comparación léxica
Los numerales en diferentes lenguas túrquicas surorientales:
| GLOSA | Occidental           | Occidental        | Oriental | Oriental  | Oriental   | PROTO- TUR.-SUROR. |
| GLOSA | Uzbeko septentrional | Uzbeko meridional | Uigur    | Turki Ili | Yugur occ. | PROTO- TUR.-SUROR. |
| ----- | -------------------- | ----------------- | -------- | --------- | ---------- | ------------------ |
| '1'   | bɪr                  | bɪɾ               | bir      | bir       | bər        | *bir               |
| '2'   | ɪkkɪ                 | ˈɪkːɪ             | ikki     | ekki      | ʂigə       | *ẹkki              |
| '3'   | yʧ                   | uʧ                | yʧ       | ʉʧ        | uʂ         | *yʧ *üč            |
| '4'   | tørt                 | toɾt              | tøt      | tɵrt      | diort      | *dørt *dört        |
| '5'   | beʃ                  | bɛʃ               | bɛʃ      | beʃ       | bes        | *beʃ *beš          |
| '6'   | ʌltɪ                 | ˈɑltɪ             | ɑltɛ     | altə      | ɑhldə      | *ɑltɯ *altı        |
| '7'   | jettɪ                | ˈjɪtːɪ            | jɛttɛ    | jetti     | jidə       | *jẹtti *yẹtti      |
| '8'   | sækkɪz               | ˈsækːɪz           | sɛkkiz   | sekkiz    | sɑɢəs      | *sekkiz            |
| '9'   | toqqʊz               | ˈtoqːɪz           | toqquz   | tɵqqʉz    | dohɢəs     | *toqquz            |
| '10'  | on                   | on                | on       | ɵn        | on         | *on                |